# کریدلا
کریدلا (به چکی: Křídla) یک منطقهٔ مسکونی در جمهوری چک است که در ناحیه ژدار ناد سازاووو واقع شده‌است. کریدلا ۴٫۵۳ کیلومتر مربع مساحت و ۳۳۸ نفر جمعیت دارد و ۵۸۳ متر بالاتر از سطح دریا واقع شده‌است.